# Rot-Weiss Francfort
Maillots
Le Rot-Weiss Frankfurt est un club allemand de football localisé dans le district de Bockenheim à Francfort/Main, dans la Hesse.

## Histoire

### FV Amicitia 1901 Bockenheim
Au fil du temps, avant la Seconde Guerre mondiale, ce club joua sous différentes appellations.
Il fut fondé, le 11 novembre 1901, sous la dénomination Fussball Verein Amicitia 1901 Bockenheim.
Le club fusionna avec Frankfurter FC 1902 pour former le Frankfurter FV Amicitia und 1902.  
On le retrouva sous le nom de Frankfurter FV Amicitia de 1909 à 1919, puis fut le VfR 1901 Frankfurt jusqu’en 1926. Il évoluait alors en Kreisliga Nordmain.
Le 26 août 1919, Frankfurter FV Amicitia und 1902 fusionna avec Bockenheimer FVgg Germania 1901 (formé le 5 juillet 1912 par l'union entre ) pour créer le VfR 1901 Frankfurt fut créé par une fusion entre FC Germania 1901 Bockenheim et Bockenheimer FVgg 1901. Certains fondateurs de ces deux clubs venaient du 1. Bockenheimer FC 1899 dissous en 1901.
De 1926 à 1935, il fut appelé SC Rot Weiß Frankfurt, à la suite d'une fusion avec FC Helvetia 1902 Bockenheim (formé en 1914 par Helvetia 1902 et Bockenheimer TG) et évolua essentiellement en Bezirksliga Main-Hessen. En 1930 et 1931, ce club disputa les demi-finales du championnat d’Allemagne du Sud.
En 1933, dès leur arrivée au pouvoir, les Nazis imposèrent une réforme des compétitions de football. Seize ligues, les Gauligen (équivalent D1) furent constituées.
Le 14 avril 1935, sur l'ordre des autorités hitlériennes, le SC Rot-Weiß  dut s'unir avec le Reichsbahn TuSG 1901 Frankfurt pour jouer en Gauliga Sud-Ouest-Main-Hesse sous le nom de Reichsbahn TSV Rot-Weiß Frankfurt pendant trois saisons entre 1938 et 1941. Il termina vice-champion derrière les Kickers Offenbach en 1941. En 1941, cette Gauliga fut scindée en deux ligues distinctes. Le club joua alors dans la Gauliga Hesse-Nassau pendant trois nouvelles saisons.
En 1944, le club créa une "Association sportive de guerre" (en Allemand: Kriegsportgemeinschaft (KSG)) avec le VfL Rödelheim. Ce  fut la KSG Rödelheim/Rot-Weiß Frankfurt.

### Après 1945
À l’issue de la Seconde Guerre mondiale, tous les clubs et associations furent dissous par les Alliés. Vers la fin de l’année 1945, le club fut reconstitué sous le nom de SG Bockenheim. En  1947, l’appellation Rot-Weiß fut reprise. Le cercle joua une saison dans la Oberliga Sud, mais fut relégué en fin d’exercice. Durant ce championnat, le club enregistra son assistance record de 27 000 spectateurs, lors de la venue du 1. FC Nuremberg. Ce record ne fut jamais battu par la suite.
Le Rot-Weiß évolua dans au 3e niveau en Amateurliga de Hesse durant les années 1960 et 1970. il presta une saison (1968-1969) en Regionalliga (équivalent D2).
Ensuite, le club recula dans la hiérarchie et joua en Landesliga. En 1990, le cercle rejoua au 3e étage après avoir été champion en Oberliga Hessen championship in 1990. 
Le Rot-Weiß Frankfurt participa au tour final pour un éventuel accès à la 2. Bundelisga mais ne fut pas promu. 
Face aux exigences financières toujours plus élevées du football contemporain, le club régressa vers les niveaux 4 et 5 de la pyramide.

## Sources & Liens externes
- Site officiel

Page ad-hoc en Allemand, en Anglais
- Website officiel du Rot-Weiss Frankfurt
- Abseits Guide to German Soccer